# Staurotheca densa
Staurotheca densa is een hydroïdpoliep uit de familie Sertulariidae. De poliep komt uit het geslacht Staurotheca. Staurotheca densa werd in 2003 voor het eerst wetenschappelijk beschreven door Peña Cantero & Vervoort. 